# Kościół św. Jakuba Starszego w Rzepczach
Kościół świętego Jakuba Starszego – rzymskokatolicki kościół filialny należący do parafii św. Bartłomieja Apostoła w Głogówku, w dekanacie Głogówek diecezji opolskiej.

## Historia
Świątynia została zbudowana w 1751 roku. W 2009 roku wymieniono pokrycie dachowe na gontowe.

## Architektura i wnętrze
Jest to budowla drewniana, o jednej nawie, posiadająca konstrukcję zrębową. Kościół jest orientowany. Jego prezbiterium jest mniejsze w stosunku do nawy i jest zamknięte trójbocznie. Z boku nawy znajduje się kruchta. Świątynia nakryta jest dachem jednokalenicowym, złożonym z gontów, na dachu znajduje się ośmioboczna barokowa wieżyczka na sygnaturkę. Jest ona zwieńczona gontowym dachem hełmowym z latarnią i krzyżem. Kościół jest otoczony krótkim okapem. Wnętrze jest nakryte stropem płaskim. Chór muzyczny jest podparty czterema słupami. Ołtarz główny w stylu regencyjnym pochodzi z 2 połowy XVIII wieku. Ambona w stylu wczesnobarokowym pochodzi z XVII wieku i jest ozdobiona polichromowanymi płaskorzeźbami Chrystusa, Świętych Augusta, Grzegorza i Hieronima. Loża kolatorska w stylu wczesnobarokowym pochodzi z XVII wieku.
Organy zostały wybudowane przez firmę Müller & Ackermann w 1866 roku. W 2024 roku zakończył się ich generalny remont przeprowadzony przez Przemysława Kadłubka. 